# Gonepteryx maderensis
Gonepteryx maderensis is een vlindersoort uit de familie van de Pieridae (witjes), onderfamilie Coliadinae.
Als waardplant wordt Rhamnus glandulosa gebruikt.
De vlinder is alleen bekend van Madeira. Hij staat op de Rode Lijst van de IUCN als "Bedreigd".
Gonepteryx maderensis werd in 1863 beschreven door C. Felder.